# Sant Salvador de Comabella
Sant Salvador de Comabella (també anomenat erròniament com Sant Esteve de Comabella) és un edifici religiós situat al llogaret de Comabella, pertanyent al municipi de Sant Guim de la Plana, comarca de la Segarra. S'inclou en l'Inventari del Patrimoni Arquitectònic de Catalunya.

## Descripció
Església parroquial que es troba sota l'advocació de Sant Esteve. Les dimensions d'aquesta són reduïdes i la coberta exterior és a dos aigües.
A la façana principal presenciem la portada d'accés amb un arc de mig punt amb motllura de pedra llisa i una mènsula a la clau de volta amb la data «1818». Quatre escales salven el desnivell entre el carrer i aquesta portada d'accés. Per damunt d'aquesta portada sobren dos òculs amb motllura de pedra llisa, un a l'altura de mitja façana i l'altre al capdamunt d'aquesta.
La torre de campanar es troba integrada a l'extrem SO d'aquesta façana; la planta d'aquesta és quadrangular i en cadascuna de les seves cares s'obra una finestra amb arc de mig punt.
El parament de l'edifici està format per petits carreus de pedra irregulars molt debastats, a excepció de les arestes on trobem carreus de dimensions més grans i més ben escairats.

## Història
El lloc de Comabella és conegut des de 1064; el 1069 ja apareix documentada una església, dita de Sant Just. L'església de Sant Esteve és esmentada des de l'any 1162, quan apareix en una butlla papal entre les esglésies pertanyents a Sant Pere d'Àger, relació que es confirma l'any 1179. Era per tant independent del Bisbat d'Urgell. En llistes d'esglésies del segle IV ja no hi consta perquè en aquests moments ja havia esdevingut sufragània de Sant Esteve de Vicfred.
Quan la jurisdicció exempta de l'arxiprestat d'Ager fou suprimida el 1874, Sant Esteve de Comabella passà a formar part del bisbat de Lleida. L'any 1957, però, juntament amb Sant Esteve de Vicfred, Sant Jaume de la Manresana i Sant Pere de Castellnou d'Oluges, fou agregada al bisbat de Solsona.
Una llinda de l'edifici actual du la data de 1818.